# Paracheilinus alfiani
Paracheilinus alfiani là một loài cá biển thuộc chi Paracheilinus trong họ Cá bàng chài. Loài này được mô tả lần đầu tiên vào năm 2016.

## Từ nguyên
Từ định danh được đặt theo tên của Rahmad 'Yann' Alfian, nhân viên hướng dẫn lặn biển, cũng là người đã thu thập mẫu định danh của loài này.

## Phân bố và môi trường sống
P. alfiani hiện chỉ được tìm thấy duy nhất tại bờ bắc đảo Lembata (thuộc quần đảo Sunda Nhỏ, Indonesia). Mặc dù các tác giả đã nỗ lực khảo sát rộng rãi, P. alfiani vẫn không được quan sát ở bên ngoài vịnh Lewaling (phía bắc Lembata).
P. alfiani thường sống gần các san hô mềm và cứng phân nhánh (chủ yếu là Sarcophyton và Xenia), độ sâu đến ít nhất là 20 m.

## Mô tả
Chiều dài chuẩn lớn nhất được ghi nhận ở P. alfiani là 5 cm.
Cá đực có đầu và thân trước màu cam, dần chuyển thành màu đỏ tía ở phía sau (trừ vùng màu cam viền tím ở giữa). Vùng dưới đầu và thân dưới màu hồng. Sọc màu đỏ tía, được xếp vào kiểu A (sensu Allen và cộng sự (2016)) với 2 sọc chính kéo dài ra nửa thân sau. Vây lưng và vây hậu môn có màu tím nhạt hoặc đỏ rượu với rìa ngoài màu xanh lam, riêng vây lưng có màu vàng cam ở phía đầu và phía cuối; vây bụng cùng màu nhưng không có viền xanh; vây đuôi có màu tím/xanh lam với dải vàng sát rìa; vây ngực trong mờ. Cá đực đỉnh điểm mùa sinh sản có màu sắc sẫm hơn, cơ thể màu cam với mảng trắng lớn phía sau vây ngực, sọc màu xanh lam óng dọc đường bên. Cá cái nhìn chung có đầu và thân màu đỏ cam, chuyển thành màu trắng ở dưới, với các sọc từ đỏ đến xanh nằm ở vị trí tương tự cá đực.
Số gai vây lưng: 8–9; Số tia vây lưng: 11; Số gai vây hậu môn: 3; Số tia vây hậu môn: 8–10; Số tia vây ngực: 14; Số gai vây bụng: 1; Số tia vây bụng: 5.

## Phân loại
P. alfiani nằm trong phức hợp cùng với Paracheilinus angulatus và Paracheilinus rennyae, chủ yếu dựa vào đặc điểm không có tia vây lưng dạng sợi vươn dài, không có vây đuôi lõm sâu hình lưỡi liềm và mối quan hệ di truyền chặt chẽ.

## Sinh thái
P. alfiani có thể lẫn vào đàn lớn với Paracheilinus flavianalis và Paracheilinus paineorum. Một vài cá thể mang kiểu hình trung gian giữa P. alfiani và P. paineorum cũng được quan sát trong khu vực, khả năng là con lai giữa hai loài này.